# Héctor Vargas
Héctor  Vargas (Ibarreta, Argentina, 15 de marzo de 1959) es un entrenador y exfutbolista argentino. Actualmente dirige al Leones HT6 de la Liga de Ascenso de Honduras. 
Se le conoce como «El Rey Midas» porque durante su etapa como entrenador ha ganado la Liga, la Copa y la Supercopa en Honduras donde, con más de 600 partidos dirigidos en el máximo circuito, es considerado uno de los entrenadores más respetados y reputados por su trabajo. El diario uruguayo, El País, lo ha nombrado mejor entrenador del fútbol hondureño en dos ocasiones.

## Trayectoria

### Como jugador

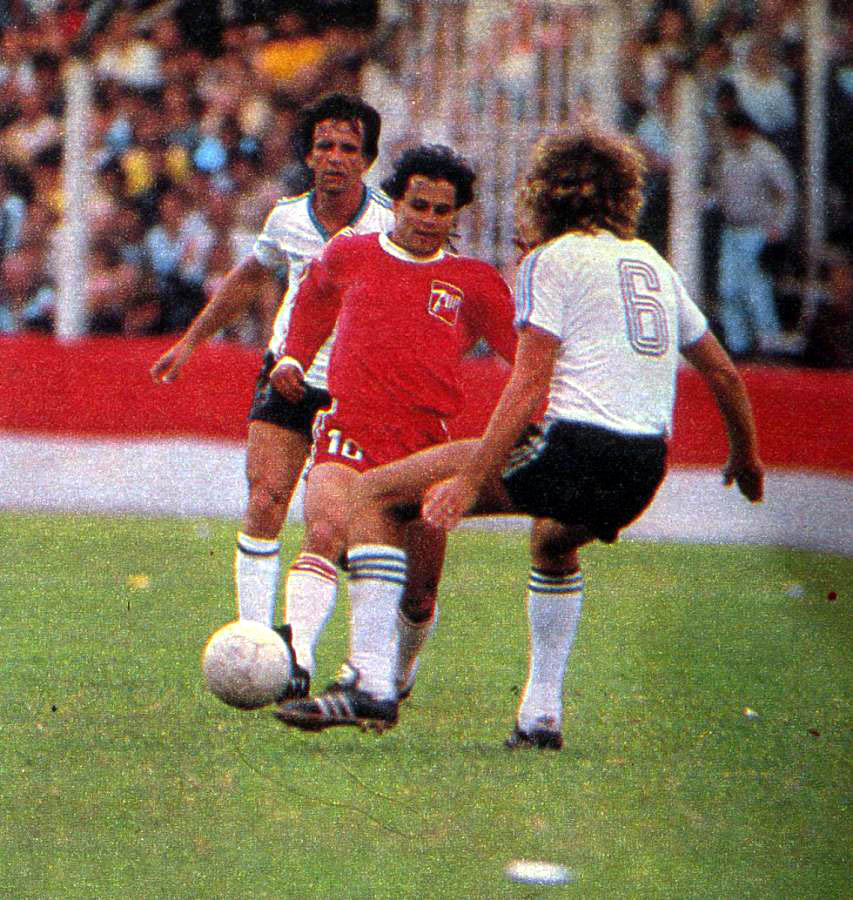
Vargas (6) marcando a Emilio Commisso en un Argentinos Juniors vs. Temperley, 1984.

Héctor Vargas se inició en las inferiores de Estudiantes de La Plata, donde debutó con el primer plantel pincha en 1979 de la mano de Carlos Salvador Bilardo. Allí fue campeón en el Torneo Metropolitano 1982 bajo la dirección técnica de Eduardo Luján Manera. 
Al año siguiente de haber conseguido ese logro, Vargas fue cedido en calidad de préstamo al Club Atlético Temperley, que acababa de ascender a la Primera División de Argentina. En su primer año con Temperley, logró llegar hasta las semifinales del Torneo Nacional 1983 (en las cuales se enfrentarían a su ex club, Estudiantes), pero no pudo jugar esos dos partidos que se disputaron el 29 de mayo y el 1 de junio de 1983, pues su ficha le pertenecía a Estudiantes de La Plata. En Temperley permaneció hasta 1986 y fue el jugador que más partidos jugó en la historia del club en primera.
En 1986 llega al archirrival de Estudiantes de La Plata, Gimnasia y Esgrima La Plata, pero solo jugó por una temporada, debutando curiosamente ante Temperley, en la victoria 1:0 que sostuvo su equipo el día 23 de noviembre de 1986. En 1987 llegó al Club Atlético Bucaramanga de Colombia, que prometía una renovación tras el rotundo fracaso de 1986; sin embargo, solamente permaneció un año sin conseguir mayor relevancia en aquel club colombiano. Finalmente en 1988 regresaría a la Argentina para militar nuevamente con Estudiantes de La Plata hasta 1990.

### Como entrenador
De estricta formación bilardista y aprendiz de Luis Garisto (de quien fue auxiliar técnico en tres ocasiones). 
Tras su retiro, Vargas pasó a dirigir en las inferiores de Estudiantes de La Plata donde fue campeón en 1994. Ese mismo año, tras la salida de Enzo Trossero, fue anunciado como técnico interino del Estudiantes de La Plata donde dirigió unos cuantos partidos en primera división. Hizo su debut como entrenador del Pincharrata el 5 de junio de 1994, enfrentándose al Vélez Sarsfield de Carlos Bianchi en el Estadio José Amalfitani, con quienes perdió 4:0. Su segundo partido lo dirigió el 24 de junio de 1994, perdiéndolo por 3:2 contra Gimnasia y Tiro, lo que lo obligó a renunciar a la dirección técnica del club. 
Tras su salida de Estudiantes, Vargas fue ayudante de campo de Luis Garisto en Argentinos Juniors y, posteriormente, en Toluca.
En 1997 llega a Honduras para dirigir al Club Universidad de Tegucigalpa hasta 1999 y al cual clasificó a la liguilla en el Apertura 1997. En 1999, sustituyó a Francisco Paternó (quien se convertiría en preparador físico del club) para dirigir al Club Deportivo y Social Vida de La Ceiba, al cual logró clasificar a la liguilla en el Apertura 2000.
Durante 2000-2002 y 2004-2005, nuevamente dirigió sin penas ni glorias al modesto Club Universidad. Posteriormente, entre 2006 y 2007 entrenó al Platense Fútbol Club, del 2007 a 2009 al Hispano Fútbol Club y del 2009 a 2011 al Platense nuevamente. En el año 2012, Vargas fue presentado como nuevo entrenador del Club Deportivo Victoria de La Ceiba, en relevo del español Carlos García Cantarero. En este club, alcanzó la final en el Apertura 2012/13 y logró clasificarlo a la Concacaf Liga Campeones 2013-14, en donde sus pupilos tuvieron un bajísimo rendimiento.
En diciembre de 2013 fue nombrado director técnico del Club Deportivo Olimpia, en sustitución de Juan Carlos Espinoza. En su primer torneo dirigido, logró hacer que el 'albo' conquistara el título del Clausura 2014, al vencer al Marathón en la final nacional. El Olimpia, bajo la dirección del profe Vargas, logró clasificar a los cuartos de final en la Concacaf Liga Campeones 2014-15.
El 6 de junio de 2017 se anunció su llegada al Club Deportivo Marathón, en reemplazo de Manuel Keosseian. El 19 de mayo de 2018,Marathón se consagraría campeón del Clausura 2017-2018 de la mano de Héctor Vargas, consiguiendo su noveno título de Liga tras derrotar 5-4 en penales a Motagua tras empatar en el global 1-1, acabando de esta manera con una sequía de 8 años y medio sin título de Liga. Por su parte, Vargas conseguiría su cuarto título de Liga Nacional en su cuenta personal.
El 4 de mayo de 2021, Vargas demandó al Marathón ante el Tribunal Nacional Arbitral de Fútbol (TNAF) por "despido injustificado" y reclamó una cifra de 273 mil dólares por rescisión contractual. Finalmente, el cuadro Verdolaga ganó el caso e indemnizó al entrenador con un monto menor.
El 16 de febrero de 2022 fue nombrado director técnico del Real Club Deportivo España, al que arribó como sustituto de Raúl Gutiérrez, quien fue separado tras una seguidilla de malos resultados en el arranque del Clausura 2022. Vargas revolucionó completamente a los aurinegros y los llevó al liderato general en su primer torneo; sin embargo, tras una estrepitosa derrota 0-3 y una insuficiente victoria 2-0, cayó con global 2-3 en la final contra Fútbol Club Motagua.

## Clubes

### Como jugador
| Club                        | País      | Año       |
| --------------------------- | --------- | --------- |
| Estudiantes de La Plata     | Argentina | 1979-1983 |
| Temperley                   | Argentina | 1983-1986 |
| Gimnasia y Esgrima La Plata | Argentina | 1986-1987 |
| Atlético Bucaramanga        | Colombia  | 1987-1988 |
| Estudiantes de La Plata     | Argentina | 1988-1991 |

### Como asistente técnico
| Club                 | País      | Año         | Asistente de |
| -------------------- | --------- | ----------- | ------------ |
| Estudiantes La Plata | Argentina | 1992 - 1993 | Luis Garisto |
| Argentinos Juniors   | Argentina | 1994        | Luis Garisto |
| Toluca               | México    | 1995-1996   | Luis Garisto |

### Como entrenador
| Club                     | País                     | Año                      | Partidos dirigidos |
| ------------------------ | ------------------------ | ------------------------ | ------------------ |
| Estudiantes de La Plata  | Argentina                | 1994                     | 2                  |
| Universidad              | Honduras                 | 1997-1998                | 42                 |
| Vida                     | Honduras                 | 1999-2000                | 26                 |
| Vida                     | Honduras                 | 2001                     | 11                 |
| Universidad              | Honduras                 | 2001                     | 13                 |
| Universidad              | Honduras                 | 2004                     | 6                  |
| Platense                 | Honduras                 | 2007                     | 26                 |
| Hispano                  | Honduras                 | 2008-2009                | 53                 |
| Platense                 | Honduras                 | 2009-2011                | 65                 |
| Victoria                 | Honduras                 | 2012-2013                | 81                 |
| Olimpia                  | Honduras                 | 2014-2017                | 178                |
| Marathón                 | Honduras                 | 2017-2021                | 158                |
| Real España              | Honduras                 | 2022                     | 43                 |
| Victoria                 | Honduras                 | 2023                     | 12                 |
| Vida                     | Honduras                 | 2023-2024                | 18                 |
| Deportivo Zacapa         | Guatemala                | 2024                     | 4                  |
| Real Sociedad            | Honduras                 | 2024-2025                | 18                 |
| Juticalpa F. C.          | Honduras                 | 2025                     | 7                  |
| Leones HT6               | Honduras                 | 2025-Act.                |                    |
| Total partidos dirigidos | Total partidos dirigidos | Total partidos dirigidos | 729                |

## Palmarés

### Como jugador

#### Campeonatos nacionales
| Título        | Club                    | País      | Año  |
| ------------- | ----------------------- | --------- | ---- |
| Metropolitano | Estudiantes de La Plata | Argentina | 1982 |

### Como entrenador

#### Campeonatos nacionales
| Título                                       | Club     | País     | Año  |
| -------------------------------------------- | -------- | -------- | ---- |
| Liga Nacional de Honduras                    | Olimpia  | Honduras | 2014 |
| Supercopa de Honduras (Amistosa, no oficial) | Olimpia  | Honduras | 2014 |
| Copa de Honduras                             | Olimpia  | Honduras | 2015 |
| Liga Nacional de Honduras                    | Olimpia  | Honduras | 2015 |
| Liga Nacional de Honduras                    | Olimpia  | Honduras | 2016 |
| Liga Nacional de Honduras                    | Marathón | Honduras | 2018 |
| Supercopa de Honduras                        | Marathón | Honduras | 2019 |

#### Distinciones individuales
| Distinción                                                                         | Año  |
| ---------------------------------------------------------------------------------- | ---- |
| Mejor entrenador del fútbol hondureño en los Premios América le responde a El País | 2015 |
| Mejor entrenador del fútbol hondureño en los Premios América le responde a El País | 2016 |